# Odiellus pictus
Espèce
Synonymes
- Phalangium pictum Wood, 1868
- Oligolophus ohioensis Weed, 1889
- Lacinius texanus Banks 1893

Odiellus pictus est une espèce d'opilions eupnois de la famille des Phalangiidae.

## Distribution
Cette espèce se rencontre aux États-Unis et au Canada. Elle a été observée depuis les Grands Lacs jusqu'au Maine et à la Pennsylvanie.

## Description

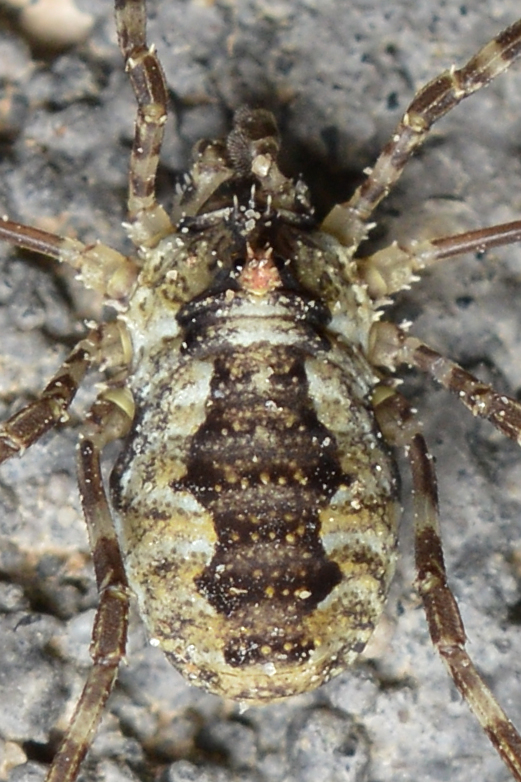
Odiellus pictus

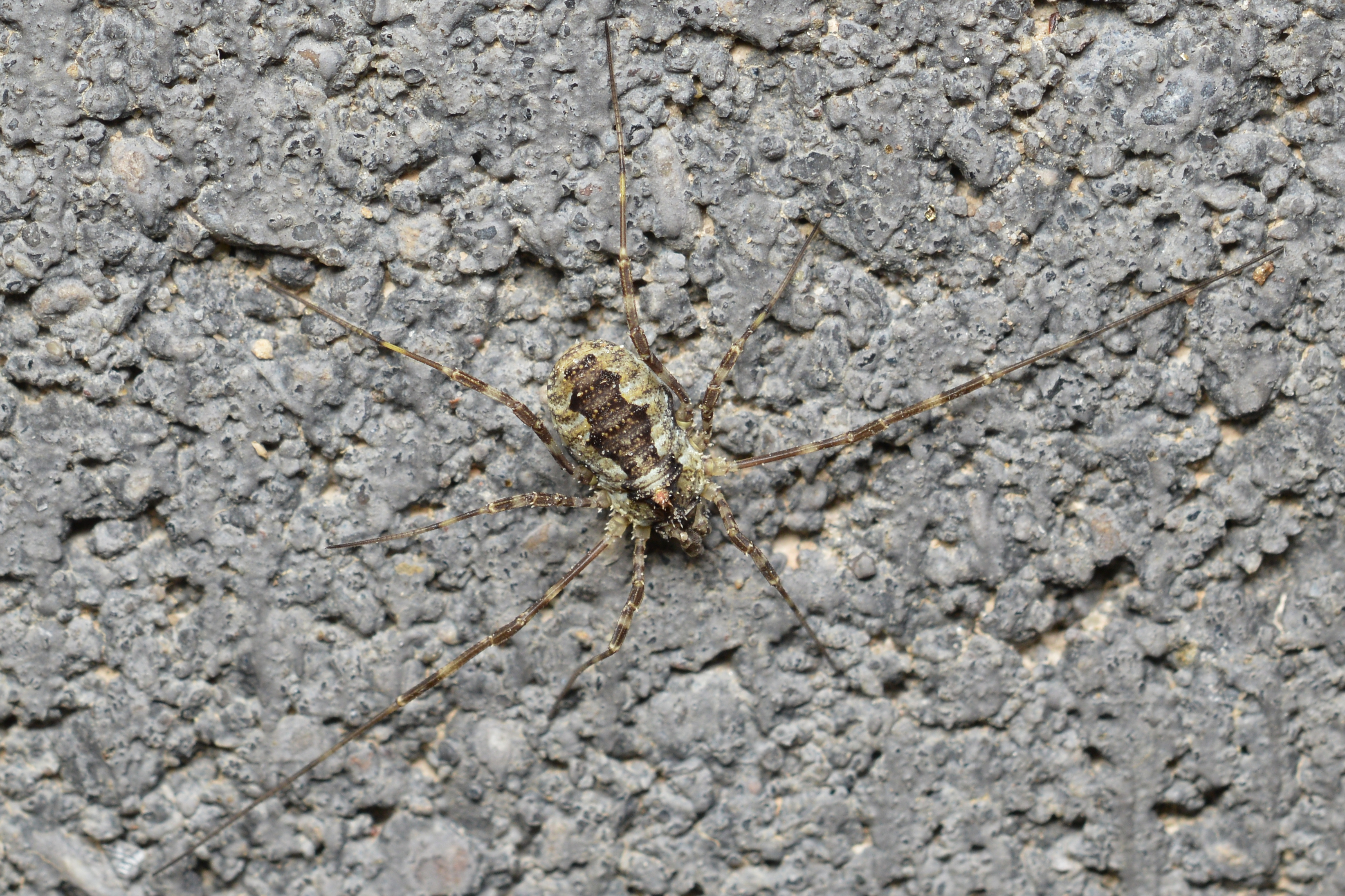
Odiellus pictus

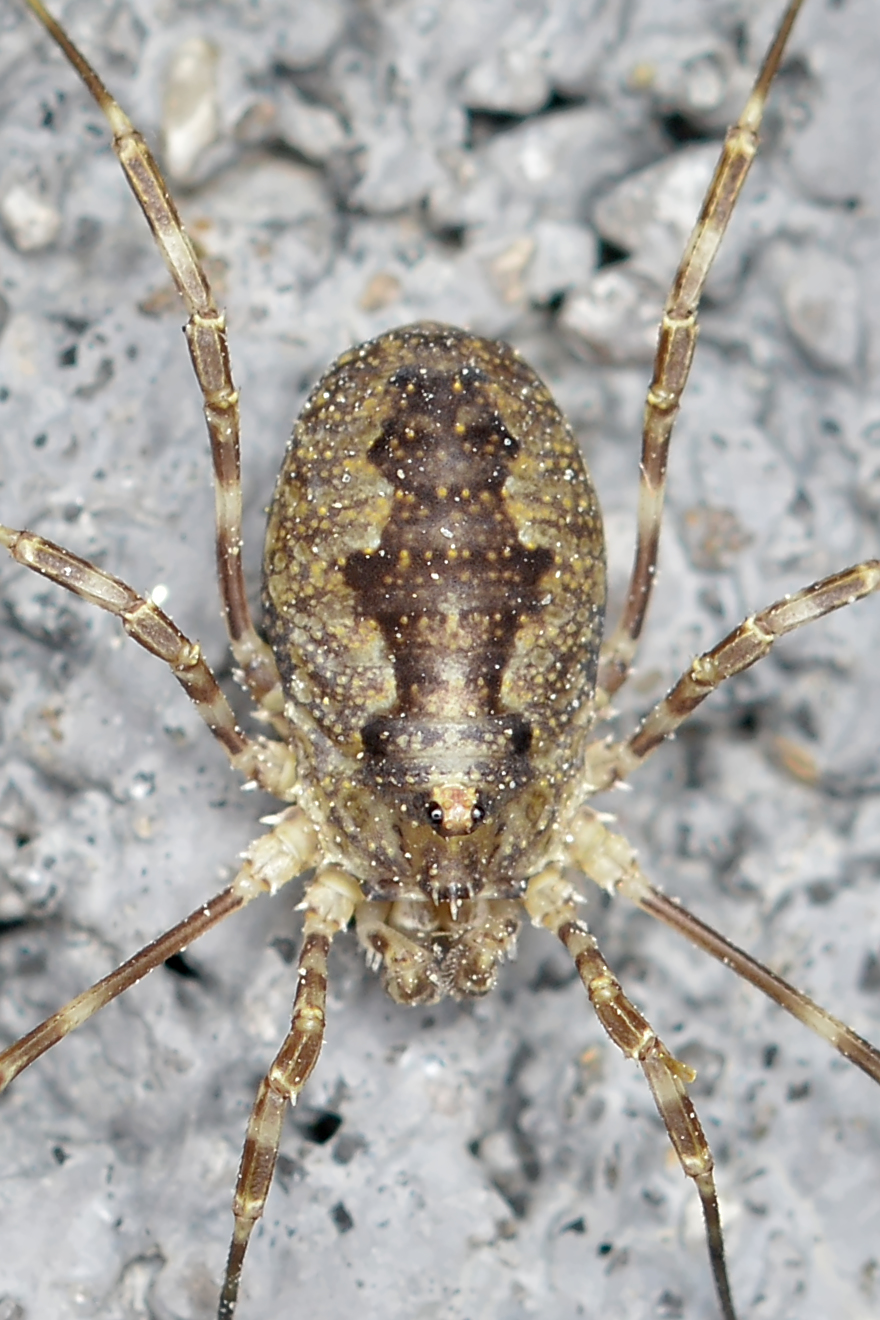
Odiellus pictus

Son corps est oblong à ovoïde, l'abdomen proéminent. Ses yeux sont petits, globuleux et insérés sur la face dorsale. Ils sont entourés de petites glandes sécrétrices pour se protéger. Ses chélicères sont généralement dissimulées derrière les pédipalpes repliés et se composent d'au moins 5 articles, les 2 derniers étant plus longs.
Ses longues pattes grêles et flexibles ont de quoi fasciner : Composé de nombreux articles, le tarse peut se recourber ou s'enrouler autour d'une tige, pour s'assurer une prise ferme. Elles comptent vraisemblablement parmi les plus flexibles du règne animal.

## Livrée variable
Il peut présenter deux livrées distinctes, soit brune ou argentée. La face dorsale de l’abdomen arbore souvent un large motif en forme de selle, brun moyen ou brun foncé, parfois ponctué de petites taches claires. La face ventrale et les hanches varient du blanc à beige.

## Confusion
Malgré sa ressemblance, un opilion n'est pas une araignée. Il est dépourvu de glandes sérigènes et ne peut produire de soie, ses pattes comportent de 20 à 80 segments, et son corps est uni. Chez l'araignée, son corps comprend un céphalothorax et un prosome, ou abdomen. Enfin, la femelle phalangiide pond ses œufs dans une crevasse ou dans l'écorce d'un arbre, grâce à un ovipositeur télescopique.
Certaines espèces du genre Nelima, de la famille des Sclerosomatidae, présentent une livrée similaire à Odiellus pictus. Toutefois, celles-ci présentent un abdomen nettement plus court. Leiobunum vittatum, également un Sclerosomatidae, se distingue à ses pattes noires, ou à ses pattes blanches et articulations noires.

## Publication originale
- Wood, 1868 : « On the Phalangeae of the United States of America. » Proceedings of the Essex Institute, vol. 6, p. 10-40 (texte intégral).